# Total Carnage
Total Carnage es un videojuego arcade de disparos multidireccional desarrollado y publicado originalmente por Midway en Norteamérica en enero de 1992. Ambientado en el país ficticio de Kookistan durante 1999, los jugadores asumen el papel del Capitán Carnage y el Mayor Mayhem del Doomsday Squad en un último esfuerzo por derrocar al dictador General Akhboob y su ejército de mutantes de la conquista del mundo, al mismo tiempo que rescatan a los prisioneros de guerra detenidos. por su fuerza militar.
Total Carnage fue creado por la mayor parte del mismo equipo que trabajó anteriormente en el juego arcade de Williams de 1990, Smash TV, y comparte muchos elementos de juego. Lanzado inicialmente en salas de juegos, el juego fue portado a Amiga, CD32, Jaguar, Game Boy, MS-DOS y Super Nintendo Entertainment System . El juego se ha incluido en múltiples compilaciones, como Midway Arcade Treasures 2, Midway Arcade Treasures Deluxe Edition y Midway Arcade Origins .
La versión arcade de Total Carnage recibió una acogida positiva por parte de la crítica, pero no tuvo éxito económico. Los puertos recibieron respuestas críticas mixtas. El diseñador Mark Turmell se pondría a trabajar en el exitoso NBA Jam.

## Modo de juego
Total Carnage es un shooter multidireccional similar a Smash TV donde los jugadores asumen el papel del Capitán Carnage (P1) y Major Mayhem (P2) del Doomsday Squad en tres etapas, cada una con un jefe al final con el que deben luchar antes de seguir avanzando., en un último esfuerzo por derrocar al dictador general Akhboob y su ejército de mutantes para que no conquistaran el mundo invadiendo la base "Baby Milk Factory" de Akhboob, al mismo tiempo que rescataba a los prisioneros de guerra retenidos por su fuerza militar como objetivo principal. Los personajes de los jugadores siguen el modelo de John Rambo, mientras que el escenario está influenciado por la Guerra del Golfo Pérsico de 1991 (incluida la planta de fórmula infantil de Abu Ghraib).
Los jugadores mueven a sus respectivos personajes con el joystick izquierdo, mientras que el joystick derecho dispara balas contra los enemigos. Los jugadores también pueden ingresar una contraseña al comienzo del juego para trasladar a su personaje a cualquier lugar del juego. Ser alcanzado por fuego enemigo o chocar contra obstáculos peligrosos del escenario resultará en la pérdida de una vida y una vez que se pierdan todas las vidas, el juego terminará a menos que los jugadores inserten más créditos en la máquina arcade para continuar jugando.
El juego comparte muchos elementos de juego con el título anterior de Williams, Smash TV, al tiempo que agrega otros nuevos, incluido el juego simultáneo para dos jugadores, desplazamiento por el escenario, grandes vehículos enemigos, la capacidad de recolectar y colocar bombas y una gama mucho más amplia de escenarios de juego.

## Desarrollo

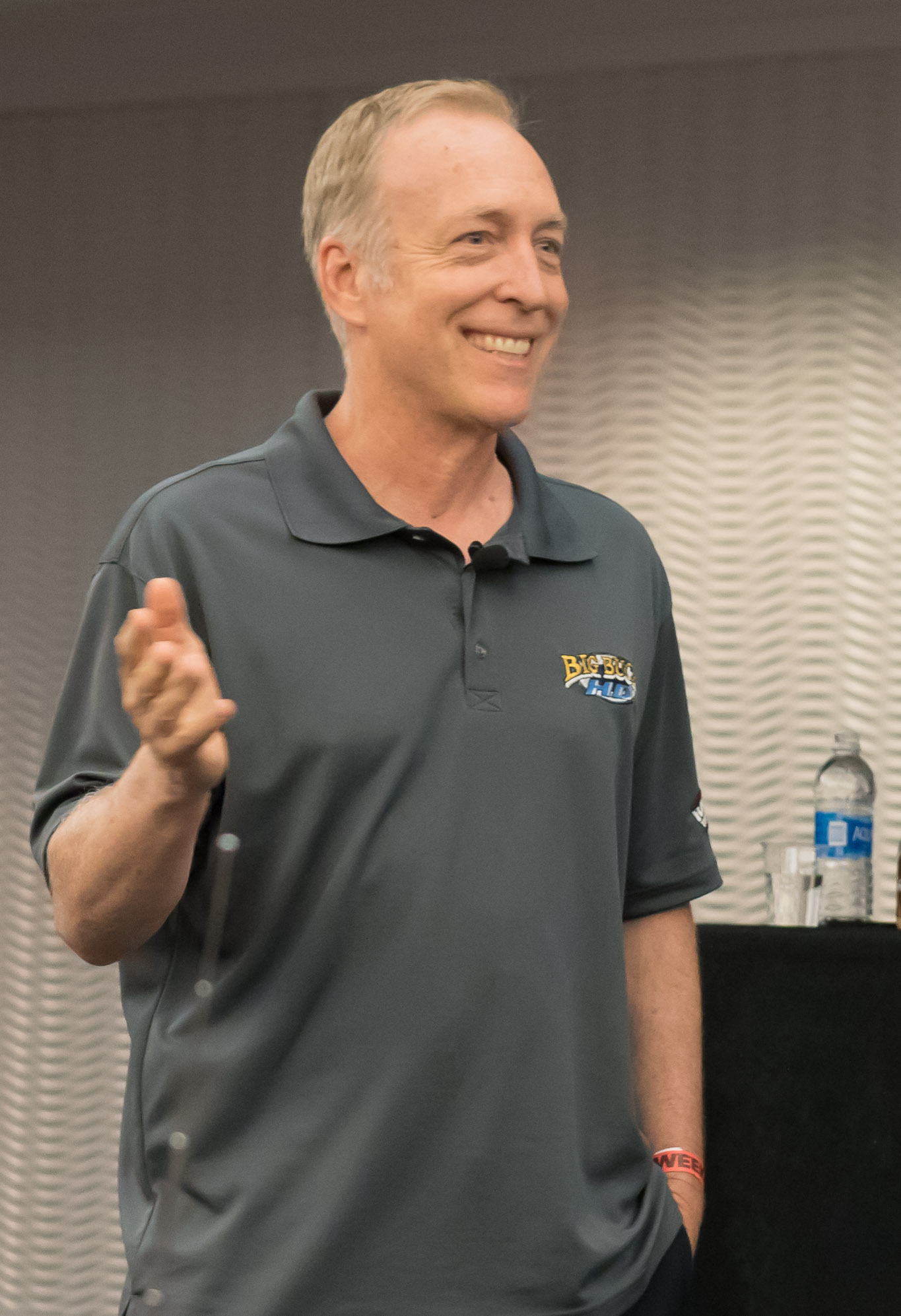
Total Carnage fue diseñado por la mayor parte del mismo equipo que trabajó anteriormente en Smash TV para Williams, incluido el cocreador de Robotron: 2084, Eugene Jarvis.

Total Carnage fue creado por la mayor parte del mismo equipo detrás de Smash TV de Williams, algunos de los cuales también trabajarían más tarde en otras franquicias de Midway como Mortal Kombat y NBA Jam.  Mark Turmell se desempeñó como desarrollador y programador principal del proyecto junto con Shawn Liptak y el cocreador de Robotron: 2084, Eugene Jarvis. Los artistas Jim Gentile, John Tobias y Tony Goskie fueron los responsables del pixel art, mientras que Jonathan Hey estuvo a cargo del diseño de sonido.  El cocreador de Mortal Kombat, Ed Boon, fue la voz del general Akhboob.
Originalmente, el juego estaba programado para mostrar uno de los dos finales al completar la etapa de bonificación Pleasure Dome. Un final presentaría a las mujeres y los personajes jugables de Smash TV y se mostraría si el jugador recogiera todos los tesoros en la cúpula. Un segundo final "malo" mostró la misma pantalla sin las mujeres junto con un mensaje desafiando al jugador a recolectar todo el tesoro de la cúpula. Sin embargo, un error en el juego provocó que el final "bueno" se mostrara con el texto del final "malo" sin importar cuántos tesoros se recolectaran. El error se descubrió durante las pruebas de la compilación Midway Arcade Origins de 2012. En respuesta, Turmell declaró que recuerda haber escrito código funcional para ambos finales, pero no estaba seguro de por qué se cambió el código. Sugirió que podría haber mantenido el error como una broma para los jugadores y no haberlo solucionado en Origins.

## Ports
Las versiones Amiga y CD32 fueron creadas por el desarrollador británico International Computer Entertainment, con Keith Weatherly y Simon Fox actuando como programadores de la conversión, mientras que Ellen Hopkins y Mike Jary también fueron responsables de adaptar el arte.   Tanto Weatherly como Fox contaron el proceso de desarrollo y la historia de la versión Amiga entre 1993 y 1994 a través de publicaciones como The One for Amiga Games y Amiga Format. Weatherly y Fox declararon que la conversión tomó más de un año para desarrollarse con Midway supervisando su producción y que el equipo originalmente tenía planes de integrar elementos que fueron eliminados del lanzamiento arcade original pero que finalmente fueron descartados al final. Midway proporcionó tanto el arte como el código fuente del arcade original al equipo de ICE, aunque adaptar el primero al Amiga resultó ser difícil, ya que tanto Weatherly como Fox declararon que la cantidad de colores y animaciones se redujeron para adaptarse al hardware.

### Ports cancelados
Las versiones para Sega CD y Sega Genesis estaban en desarrollo por Black Pearl Software y planeaban ser publicadas por Malibu Games, pero ninguno de los puertos se lanzó oficialmente al público por razones desconocidas, a pesar de haber sido anunciados y vistos previamente en algunas revistas de videojuegos. Un cartucho prototipo del puerto Genesis actualmente es propiedad del coleccionista de videojuegos Jason Wilson.

## Lanzamiento
Total Carnage fue lanzado por primera vez en salas recreativas por Midway en enero de 1992. A finales de 1993, Black Pearl Software portó el juego a Super Nintendo Entertainment System y lo publicó Malibu Games. Esta versión imita el aspecto de control dual del arcade original al asignar los cuatro botones principales de la consola (A, B, X e Y) como un D-pad, lo que permite al jugador disparar en una dirección mientras corre en otra. En febrero de 1994, Malibu Games lanzó una versión del título para Game Boy en América del Norte y Europa. A mediados de 1994, International Computer Entertainment también lo portó a Amiga y Amiga CD32.   Casi en el mismo período, también se lanzó una conversión de MS-DOS realizada por el desarrollador británico Hand Made Software. El juego de arcade original se relanzó por primera vez en 2004 como parte de Midway Arcade Treasures 2 para PlayStation 2, Xbox y GameCube . En 2005, Songbird Productions lanzó en todo el mundo una versión de Atari Jaguar de Hand Made Software que no se había publicado anteriormente, casi diez años después de que comenzara originalmente el trabajo en el juego.  La versión arcade se relanzó posteriormente en 2006 como parte de Midway Arcade Treasures Deluxe Edition para PC y en 2012 como parte de Midway Arcade Origins para PlayStation 3 y Xbox 360.
RePlay informó que Total Carnage era el tercer juego de arcade más popular en los Estados Unidos en mayo de 1992.  Según Liptak, Total Carnage no logró alcanzar el objetivo de ordenar 2.000 máquinas recreativas. Las lentas ventas del juego hicieron que Turmell asumiera un proyecto diferente para su próximo juego, que se convertiría en el exitoso NBA Jam.
En una función de operación de monedas, Sinclair User calificó el juego de arcade con un 96% y lo llamó una "experiencia catártica al estilo clásico de dibujos animados", calificándolo como el "mejor juego de 1992".  En 2009, se abandonó la marca registrada del juego.